# Pieniny Nationalpark (Slovakiet)
Pieniny Nationalpark (slovakisk: Pieninský národný park ; abbr. PIENAP) er en nationalpark i det nordlige Slovakiet. Parken ligger i den østlige del af Pieninybjergene på grænsen til Polen . Det er den mindste nationalpark i Slovakiet med et areal på 37,49 km²  og en bufferzone på 224,44 km² Parken ligger i de slovakiske distrikter Kežmarok og Stará Ľubovňa i Prešov-regionen .

## Historie
Området omkring Zamagurie blev allerede erklæret som et beskyttet område i 1932, hvilket gør det til den første beskyttede internationale naturpark i Europa. På den polske side blev det kaldt Pieniński Park Narodowy, mens den slovakiske del af Pieninybjergene var et nationalt naturreservat. Selve nationalparken blev grundlagt den 16. januar 1967, hvilket gør den til den næstældste nationalpark i Slovakiet efter Tatra Nationalpark. Ved det slovakiske parlaments forhandling vedrørende natur- og landskabsbeskyttelse i 1994, blev navnet på parken ændret til Pieniny National Park. Dens grænser blev justeret i 1997.

## Beliggenhed
Parken ligger i det nordøstlige Slovakiet. Det dækker de østlige Pieninybjerge ved grænsen til Polen. Pieninybjergene som helhed dækker et område på mere end 100 km2. Den østlige del af den ligger i Slovakiet område, den vestlige halvdel tilhører Polen. Dalen til floden Dunajec markerer grænsen mellem Slovakiet og Polen. Pieninybjergene er ikke særlig høje, især i den vestlige del af området. Selvom dette er noget forklædt af den ekstreme gennemskæring af landskabet, især omkring Dunajeckløften . Langs denne kløft er Holica- bjerget med 828 moh. det højeste punkt på den slovakiske side. Det højeste punkt i nationalparken er Vysoké skalky på 1.050 moh. Vysoké skalky ligger i Nedrepieniny-området, der danner en grænseryg mellem Slovakiet og Polen, og består af flere mindre klipper. I syd og sydvest, grænser parken op til Tatra National Park, beskyttelsesbæltet Popradská kotlina-bassinet og Ždiarska brázda-furen.

## Geologi
Det geologiske fundament for Pieniny-nationalparkens område består af to grundlæggende strukturer. Den vestlige del af bjergkæden Pieniny består af en kompleks kæde af forrevne bjerge, gennem hvilke Dunajec-floden skærer en stenet kløft. Tæt på det sted, hvor Dunajec-floden forlader Slovakiet, løber bækken Lesnicky Potok ind i kløften fra højre side. Prielom Lesnickeho potoka-kløften skar sig gennem de hårde kalkstenklipper. Kløften er næsten 300 meter dyb, klemt mellem lodrette mørkegrå kalkstensklipper. Over kløften er dalen i Lesnicky potok bredere og ovalformet.

## Flora
Pieniny-nationalparken er kendetegnet ved fordelingen af vegetationen over flere højdeniveauer. Naturen i hele Zamagurie-regionen er blevet stærkt ændret af mennesker, f.eks. er bassinerne blevet ryddet for skov. Før skovrydningen blev bassiner og kløfter dækket af bøgeskove, som ikke længere vokser i Tatrabjergene med en lille undtagelse af genplantningsprojektet Belianske Tatry. Pieniny-nationalparken er rig på sjældne sorter af planter, herunder endemiske og underarter, f.eks Chrysanthemum zawadzkii, Taraxacum pieninicum og Libanotis montana sibirica.

## Fauna
Nationalparken er hjemsted for pattedyr, herunder brun bjørn, ulv, los, gemse, odderen og den alpemurmeldyr . På de klippefyldte klipper yngler ørne på utilgængelige pletter, og flere storke har rede i nationalparkområdet.

## Turisme
Nationalparken er kendt for sit naturlige miljø, herunder Dunajec River Gorge, hvor der er rafting og vandreruter.  Parken byder på traditionel folklore og arkitektur, især landsbyen Červený Kláštor.